# Gailberg, Koče - Muta
Gailberg je naselje občine Koče - Muta v okraju Šmohor na Koroškem v Avstriji.